# Panelus assamensis
Panelus assamensis là một loài bọ cánh cứng trong họ Bọ hung (Scarabaeidae).